# Particle Measurement Programme
Das Particle Measurement Programme ist ein Programm zur Weiterentwicklung der Partikelmesstechnik in Fahrzeugabgasen, das von der 2001 eingesetzten gleichnamigen Arbeitsgruppe der Transport Division der UN/ECE entwickelt wird. Da die Arbeitsgruppe in der Untergruppe GRPE der Transport Division angesiedelt ist, wird die Arbeitsgruppe auch als GRPE-PMP bezeichnet.
Bisherige Abgasnormen definieren den zulässigen Ausstoß an Partikeln (Particulate matter, PM) ausschließlich über die Partikelmasse, weil eine geeignete Messtechnik für die Anzahl der Partikel nicht verfügbar war. Das langfristige Ziel der Arbeitsgruppe ist deshalb, eine Messtechnik für die Partikelzahl einzuführen.
Derzeit bringen die Hersteller der Abgasmesstechnik Systeme zur Messung der Partikelanzahl auf den Markt, die überwiegend auf dem Prinzip des CPC basieren. 2011 ist die Partikelzahl erstmals in die europäische Abgasgesetzgebung eingegangen.